# 清华大学校友总会

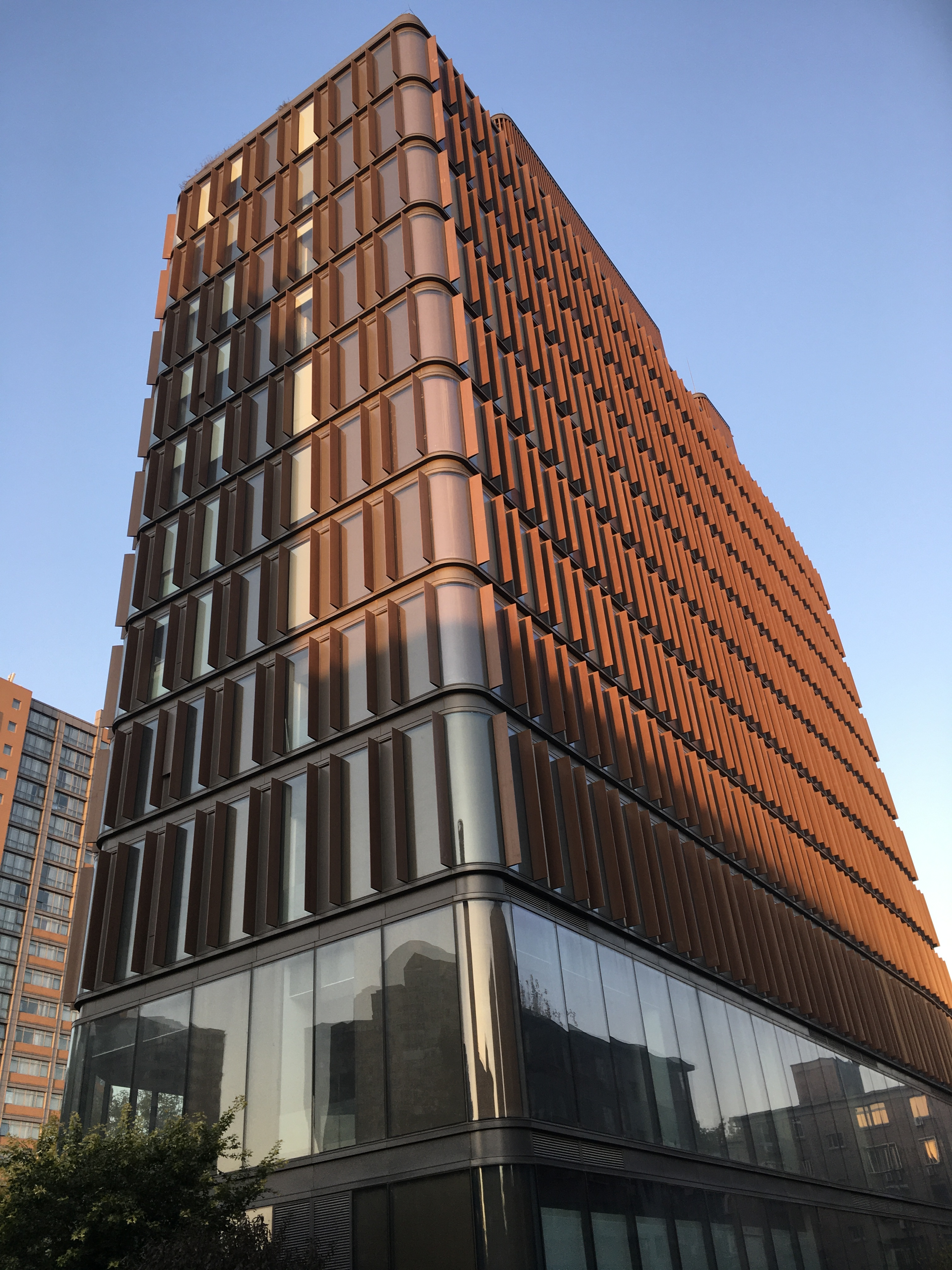
清华校友总会办公楼

清华大学校友总会前身是清華同學會、清华学校留美同学会，成立於1913年6月29日，1915年在美国成立总会执行部，1933年执行部从美国移至北京，更名为清华同学会总会。1981年改為現名。

## 歷史
1913年6月29日，1912级继续班以及1913级学生共59人于毕业前夕在清华学校发起成立清华同学会（TsingHua Alumni Association），1913级杨永清当选为会长、1912级李宝鎏当选为副会长，並通過并通过《清华同学会章程》。
1914年8月15日，清华留美学生搭乘“中国号”轮船赴美途中，重新修订《清华同学会章程》，將同學會改名为“清华学校留美同学会”。

## 分會
校友總會廣泛聯絡校友，校友聯繫率超過80%，並建立各種校友相關組織。截至2014年，建立各年級校友組織、理事会六十多个；海内外校友会组织196个，其中中國大陸各省市140個，港澳台3個；海外清华校友会组织53个，包括美国、加拿大、英国、法国、德国、荷兰、比利时、澳大利亚、新西兰、日本、韩国、马来西亚、新加坡、印尼、泰国等14个国家。2003年之後，陆续成立了20个行业协会以及校友摄影俱乐部、校友合唱团、校友羽毛球协会等多个组织。

## 功能
清华校友总会負責搭建校友連繫平台，主要負責值年校友校庆返校聚会。校友總會主辦《清华校友通讯》、《水木清华》和清华校友网，为校友提供电子邮箱，发行校友信用卡。清华校友总会创立校友励学金工程，截止2014年底，共有校友2.6万人次累计筹款约1.14亿元，资助家庭经济困难学生9165人次。2019年，“清华人”微信小程序上线，为校友提供身份认证、电子校友卡申领等校友专属服务。校友可凭电子校友卡进校、进校级图书馆阅览、享受艺术博物馆门票优惠。

## 外部連結
- 清華校友網 （页面存档备份，存于）
- 清华校友总会